# Megalieten van Carnac
De Megalieten van Carnac zijn rijen van menhirs (steenrijen) op verschillende plekken in Carnac in Frankrijk.
De stenen staan over een afstand van 8 km over 4 gehuchten in Carnac. Bekende steenpatronen in Carnac zijn die van Le Menec en Kermario. Er staan ook enkele heel grote megalieten en een van rond de 20 meter hoog. Hij heeft echter de tand des tijds niet overleefd. Hoe de - vaak zeer grote - stenen op hun plaats gebracht werden is tot op heden grotendeels een raadsel. 
- In Le Menec staan 11 rijen van menhirs bijna evenwijdig aan elkaar. Ze zijn gerangschikt van groot naar klein en zijn tussen de 3,7 m en de 1 m hoog.
- In Kermario zijn ook meerdere grafheuvels gevonden en wordt daarom ook wel plaats der doden genoemd. De stenen staan over een afstand van 1,2 km waarbij de hoogste stenen tot 7m reiken.
- in het gehucht Kerlescan lopen 13 evenwijdige lanen met 540 menhirs in een vierkantvorm. In een veld ietwat verder staan er nog eens een 100-tal. Vermoed wordt dat deze vroeger tot een geheel hebben behoord.

In totaal resteren er nu nog ongeveer 2600 van de oorspronkelijke naar schatting 11.000 stenen. Er wordt onderscheid gemaakt tussen (alleen)staande stenen (in Frankrijk menhirs genoemd), steencirkels (in Groot-Brittannië cromlechs genoemd) en grafheuvels (dolmens of tumuli).
In juli 2025 werden de megalieten onder de naam van De megalieten van Carnac en van de kust van de Morbihan tijdens de 47e sessie door de Commissie voor het Werelderfgoed erkend als Unesco-Werelderfgoed en bijgevoegd aan de werelderfgoedlijst.

## Gebruik
Vermoedelijk zijn deze stenen monumenten verbonden met prehistorische sjamanistische rituelen en werd rond 5000 v.Chr. begonnen met de bouw ervan. Daarmee zijn het de oudste bouwwerken in Europa.
Men vermoedt dat de heel grote megalieten dienden als een soort observatorium.
Sommige onderzoekers suggereren dat veel van deze monumenten gekoppeld waren aan rituelen rond de zon en de maan, het zouden een soort kalenders geweest kunnen zijn. De Kelten, die rond 400 v.Chr. in dit deel van Europa arriveerden, maakten gebruik van deze monumenten voor hun religieuze ceremoniën.

## Zie ook

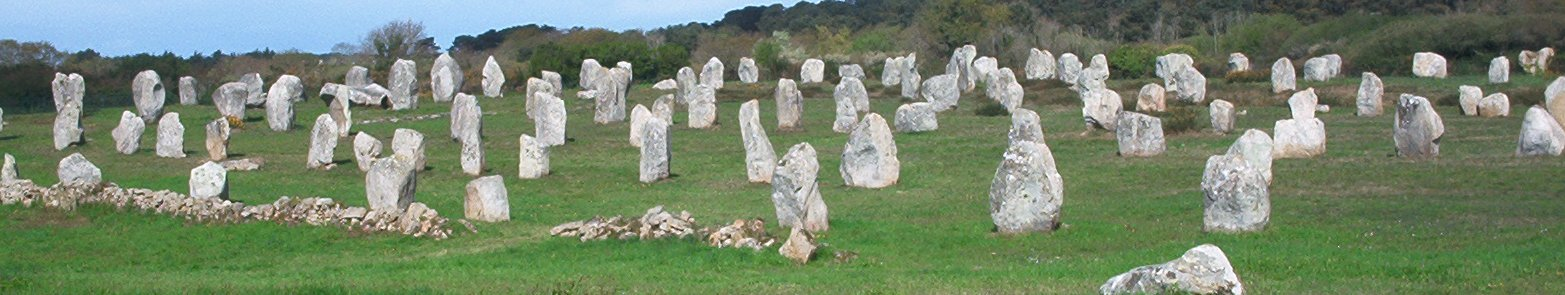
Menhirveld van 'Le Menec'